# 北海道立北見体育センター
北海道立北見体育センター（ほっかいどうりつきたみたいいくセンター）は、北海道北見市にある体育館。

## 概要
1977年（昭和52年）3月の「北海道教育長期総合計画」において道立体育施設を2館設置する方針が決まり、1館を道央（中島体育センター）に設置し、もう1館を地方に設置する
ことにした。そこで、北海道の特色である屋外・冬季スポーツの研修・研究を行う施設として設置するため、道東地区の中心部にあること、総合運動公園と一体で使用できることなどを総合的に判断し、北見市の東陵公園内に道立体育館を設置した。以後、オホーツク圏の広域的スポーツ拠点施設としての役割を果たしている。
施設内では様々なスポーツ教室を開催している。

## 沿革
- 1982年（昭和57年）6月6日、開館[2]。
- 2004年度（平成16年度）、利用料金制度を導入[1]。
- 2006年（平成18年）4月1日、指定管理者制度を導入し、北見市体育協会に管理運営を委託[3]。
- 2010年（平成22年）6月1日、ネーミングライツ（命名権）を人材派遣会社のアスクゲートネクサスに売却。「アスクゲートネクサス北見体育センター」と名称変更[4]。
- 2012年（平成24年）3月31日、ネーミングライツ契約満了となり、名称が「北海道立北見体育センター」に戻る[5]。

## 施設
- アリーナ
  - 床面積1,656m²
  - バスケットボール2面、バレーボール3面、バドミントン6面、卓球20台、テニス3面、フットサル2面
- ランニングコース
  - 床面積345m²
  - コース1周165m
- 放送室、指導室、移動観覧席224席
- 講堂
  - 床面積209m²
  - 収容人員120名
- 研修室
  - 床面積120m²
  - 収容人員50名
- トレーニング室
  - 床面積220m²
  - 各種トレーニング機器設置
- その他
  - 健康相談室
  - 休憩室（収容人員30名）
  - 更衣室（男性用・女性用）
  - シャワー室（男性用・女性用）
  - 図書資料室

## 大会・イベント
- 全日本プロレス（ユナイテッドナショナル・ヘビー級選手権試合：ハーリー・レイス 対 ジャンボ鶴田、1982年10月24日[6]）
- ボクシング公式試合（2004年5月23日） - 美幌町出身の木村章司のノンタイトルをメインとする興行[7]

## 交通アクセス
- 北海道旅客鉄道（JR北海道）石北本線北見駅から車で約10分[8]。
- 北海道北見バス「東陵運動公園」バス停下車徒歩5分。